# Чертомлык (могила)
Чертомлы́к (укр. Чортомлик) — большая скифская могила (высота 20 м, диаметр — 350 м) кон. 4 ст. до н. э, расположенная в 22 км северо-западнее Никополя (Днепропетровская область) у села Чкалово.
Исследовал гору И. Забелин в 1862—1863 годах. Здесь открыто захоронение скифского царя, царицы и рабов или воинов, скелеты лошадей, несколько золотых и серебряных украшений и оружие. 
Ценной находкой является серебряная ваза-амфора, на фризе которой изображены скифы, укрощающие диких лошадей. 
Найденные художественные объекты принадлежат к лучшим произведениям древнегреческого ювелирного искусства; хранятся в Эрмитаже (Санкт-Петербург).